# Хиацинт
За полускъпоценния камък вижте Циркон.
Хиацинт (на старогръцки: Ὑάκινθος) в древногръцката митология е син на спартанския цар Амикъл и Диомеда, или син на царя на Спарта Ойбал. Според друга версия е син на македонския цар Пир и музата Клио, бил любим на Аполон и Тамирис, тракийски певец.
Хиацинт бил необикновено красив, възлюбен на Аполон и Зефир (или Борей). Когато веднъж Аполон обучавал Хиацинт в хвърляне на диск, Зефир от ревност насочил хвърления от Аполон диск към главата на Хиацинт и го убил. От неговата кръв Аполон направил цветето хиацинт.
Фигурата на Хиацинт се появява на най-ранните монети от Тарент. В Тарент показвали гроба на Хиацинт или Аполон.